# Stjepan Bobek
Stjepan Bobek (Zagreb, 3. prosinca 1923. –  Beograd, 22. kolovoza 2010.), bio je hrvatski nogometaš, jugoslavenski reprezentivac i nakon završetka igračke karijere trener.

## Igračka karijera

### Klupska karijera
Nogometnu karijeru započeo je 1935. godine u HŠK Derby Zagreb kao dvanaestogodišnjak. Za HŠK Derby Bobek je prvi put nastupio 17. svibnja 1935. godine, a da bi mogao igrati bio je, zbog nedostatne dobi, prijavljen na ime i godište tri godine starijeg brata Vilka. Od 1938. do 1942. godine igrao je u klubu ŠK Zagreb. Godine 1941., nakon uspostave NDH, predsjednik kluba Vidović, šalje ga u austrijski prvoligaški klub Admiru Wacker gdje ostaje nešto više od šest mjeseci. Zatim je igrao za HŠK Ličanin iz Zagreba (1942. – 1944.) i zagrebački Građanski (Dinamo) (1944. – 1945.). Građanskom je pristupio 18. kolovoza 1944. godine na poziv Martona Bukovija. Godine 1945. prešao je u beogradski Partizan. Bio je dva puta najbolji strijelac Prvenstva Jugoslavije i to 1945. godine s 8 zgoditaka i u sezoni 1953./54. s 21 zgoditkom. Za FK Partizan Stjepan Bobek odigrao je ukupno 471 utakmicu i postigao 417 pogodaka. Bobek je osvojio dva prvenstva (1946./47., 1948./49.) i četiri kupa (1947., 1952., 1954., 1956./57.) s Partizanom. Na prvenstvenoj utakmici FD 14. oktobar – Partizan (1:10), u Nišu 1946. godine, postigao je 9 pogodaka. Godine 1995. u velikoj anketi Partizanovog vesnika, organiziranoj za pedesetu obljetnicu kluba, izabran je u najbolju momčad do tada te za najboljeg igrača FK Partizana svih vremena.

### Reprezentativna karijera
Za mladu nogometnu reprezentaciju Hrvatske igrao je od 1943. do 1945. godine.
Za seniorsku reprezentaciju Jugoslavije debitirao je 9. svibnja1946. godine u prijateljskoj utakmici protiv Čehoslovačke u Pragu. Prvi pogodak postigao je već 29. rujna iste godine, kada je Jugoslavija pobijedila Čehoslovačku s 4:2. Za reprezentaciju Jugoslavije odigrao je 63 utakmice i postigao 38 pogotka. Zadnju utakmicu za nogometnu reprezentaciju Jugoslavije odigrao je 16. rujna 1956. godine protiv Mađarske u Beogradu (1:3).
Bio je sudionikom dva svjetska nogometna prvenstva i to: u Brazilu 1950. godine i u Švicarskoj 1954. godine, kao i dvije Olimpijade: u Londonu 1948. godine i u Helsinkiju 1952. godine na kojima osvaja dvije srebrne medalje.

## Trenerska karijera
Nakon završetka igračke karijere trenirajući klubove u Jugoslaviji (FK Partizan Beograd, NK Dinamo Zagreb, FK Vardar Skoplje, FK Galenika Zemun), Poljskoj (Legia Varšava), Grčkoj (Panathinaikos Atena, Olympiakos Pirej) Turskoj (Altay Izmir) i Tunisu (Espérance) Bobek je osvojio pet državnih prvenstava (tri s Partizanom 1961., 1962., 1963., i dva s Panathinaikosom 1964., 1965.) i dva kupa (grčki s Panathinaikosom 1967., i tuniški s Espérance 1976.). U drugoj saveznoj ligi Jugoslavije s FK Vardarom osvojio je prvo mjesto i promociju u viši razred natjecanja. Isto tako je i zemunsku Galeniku uveo u prvoligaško društvo.

## Priznanja

### Individualna
- Najbolji strijelac Prvenstva Jugoslavije (2): 1945. godine s 8 pogodaka i 1953./54. s 21 pogotkom.
- Nagrada Sportskog saveza Beograda za životno djelo, 1989. godine.[9]

### Klupska

#### Igračka
FK Partizan Beograd
- Prvak Jugoslavije (2): 1946./47., 1948./49.
- Kup maršala Tita (4): 1947., 1952., 1954., 1956./57.

#### Trenerska
FK Partizan Beograd
- Prvak Jugoslavije (3): 1960./61., 1961./62., 1962./63.

Panathinaikos Atena
- Prvak Grčke (2): 1963./64., 1964./65.
- Grčki kup (1): 1967.

Espérance Tunis
- Tuniški kup (1): 1976.

### Reprezentativna
Jugoslavija
- Olimpijske igre (2): Srebrna medalja London 1948., Srebrna medalja Helsinki 1952.

## Rekordi i zanimljivosti
- 2 puta najbolji strijelac Prvenstva Jugoslavije: 1945. godine s 8 pogodaka i u sezoni 1953./54. s 21 pogotkom.[5]
- 9 pogodaka u jednom prvoligaškom susretu (utakmica 14. oktobar – Partizan, 1:10) u Nišu 1946. godine.[8]
- 7 pogodaka za redom od 38. minute do 88. minute (utakmica 14. oktobar – Partizan, 1:10) u Nišu 1946. godine.[8]
- 8 pogodaka u jednoj kup utakmici 1951. godine.[8]
- 16 pogodaka u završnici kupa 1951. godine.[8]
- 41 pogodak ukupno u kupu.[8]
- 38 pogodaka za A reprezentaciju.[8]
- 44 uzastopna nastupa za A reprezentaciju Jugoslavije.[8]
- Prvi reprezentativac koji je nakon Drugoga svjetskog rata nakupio 50 nastupa za A reprezentaciju Jugoslavije.[8]
- Prvi reprezentativac koji je odigrao 60 utakmica za A reprezentaciju Jugoslavije.[8]
- Kao trener za redom osvaja: tri prvenstava Jugoslavije (Partizan 1961., 1962., 1963.) i dva prvenstva Grčke (Panathinaikos 1964., 1965.)